# Templo de Mérida (México)
El Templo de Mérida, Yucatán, es uno de los templos construidos y operados por la Iglesia de Jesucristo de los Santos de los Últimos Días, el número 92 en operaciones de la iglesia y el número 11 construido en México, haciéndolo el país con más templos SUD después de los Estados Unidos. Anterior a la construcción del templo en Yucatán, los fieles de la región viajaban al oeste, hasta el Templo de la Ciudad de México para sus rituales religiosos. El templo está ubicado en la Colonia Centro de la ciudad de Mérida que se encuentra al noroeste de la Península de Yucatán. Este templo se encuentra en un ámbito rodeado de  historia de Mesoamérica, a 76 km de Uxmal y a 110 km del sitio arqueológico de Chichén Itzá.

## Anuncio
El primero en mencionar la construcción de un templo en Yucatán fue David B. Haight, miembro del Cuórum de los Doce Apóstoles en 1979 durante una conferencia regional de la iglesia. Los planes para la construcción del templo en Mérida, la capital de Yucatán se anunciaron el 25 de septiembre de 1998 mediante una carta dirigida a las autoridades generales del área. El templo de Mérida fue el templo número 36 construido con especificaciones de menores proporciones con el fin de completar la meta del entonces presidente de la iglesia Gordon B. Hinckley de tener construidos 100 templos alrededor del mundo para fines del año 2000. La ceremonia de la palada inicial tuvo lugar el 16 de enero de 1999, presidido por las autoridades generales de la iglesia en esa área y al que asistieron unas 500 personas provenientes de congregaciones de Yucatán, Campeche, and Quintana Roo. El mismo día la iglesia realizó la primera palada del Templo de Memphis (Tennessee).

## Dedicación
El templo SUD de Yucatán fue dedicado para sus actividades eclesiásticas en cuatro sesiones, el 8 de julio de 2000, por Thomas S. Monson, miembro de la Primera Presidencia de la iglesia SUD. Con anterioridad a ello, la iglesia permitió un recorrido público del interior y las instalaciones del templo la semana del 24 de junio al 1 de julio del mismo año, al que asistieron 15.000 visitantes. Unos 5.400 miembros de la iglesia e invitados asistieron a la ceremonia de dedicación, que incluye una oración dedicatoria. Un día después, el 9 de julio, Monsón dedicó el templo de Veracruz.
El templo SUD de Yucatán atiende a miles de miembros de la iglesia SUD repartidos en 20 estacas del área, incluyendo San Francisco de Campeche, Cancún y otras ciudades del estado de Quintana Roo y Valladolid. El templo provee las ceremonias restauracionistas en idiomas y lenguas mayas de los municipios de Tizimín, Calkiní, Motul, Baca, Izamal, Uayma y Ticul.
Al igual que otros 35 templos, el templo de Mérida en Yucatán cuenta con 10 700 pies cuadrados (994,1 m²) de construcción, sobre un terreno de 0,6 hectáreas, uno de los templos construidos en menor espacio de terreno. Cuenta con dos salones para las ordenanzas SUD y dos salones de sellamientos matrimoniales.

## Pandemia 2019
El 25 de marzo de 2020 la iglesia solicitó el cierre de todos sus templos como respuesta preventiva a la Pandemia de COVID-19. En mayo de ese año la iglesia aprobó la apertura de 17 templos a nivel mundial para realizar matrimonios por personas vivas, prohibiendo para entonces todas las ceremonias a favor de ancestros fallecidos. En junio fueron anunciados 12 templos que iniciarían la segunda fase de apertura permitiendo la investidura a favor de personas vivas con un nuevo modelo de este proceso ceremonial. Las ceremonias a favor de personas fallecidas, tradicional en los templos SUD incluyendo el bautismo por los muertos comenzó a reanudarse a comienzos de diciembre de 2020. El templo de Mérida fue uno de los últimos templos en comenzar esta tercera fase de reapertura en 2020, abriendo en fase 2 ese mes.